# Vlag van Sint Odiliënberg

Vlag van de gemeente Sint Odiliënberg
(1971-1991)

De vlag van Sint Odiliënberg is op 14 april 1971 bij raadsbesluit vastgesteld als de gemeentelijke vlag van de voormalige Limburgse gemeente Sint Odiliënberg. In 1991 werd de gemeente samen met Posterholt en Montfort tot een nieuwe gemeente samengevoegd, waardoor de vlag als gemeentevlag kwam te vervallen. De nieuwe gemeente werd aanvankelijk Posterholt genoemd, maar vanaf 1994 werd de naam gewijzigd in Ambt Montfort. Deze gemeente heeft bestaan tot 1 januari 2007, daarna ging ze op in Roerdalen.
De vlag kan als volgt worden beschreven:
Geel, met een blauwe broekdriehoek over de gehele lengte van de vlag, waarop een wit vijfblad met een gouden hart is geplaatst, met een hoogte van de halve vlaghoogte.
De kleuren en het vijfblad zijn ontleend aan het gemeentewapen van Sint Odiliënberg. 

## Verwante afbeelding

Wapen van Sint Odiliënberg

Ambt Montfort 
· Amby 
· Arcen en Velden 
· Baexem 
· Beegden 
· Belfeld 
· Bemelen 
· Berg en Terblijt 
· Bocholtz 
· Born 
· Broekhuizen 
· Cadier en Keer 
· Echt 
· Eijsden 
· Elsloo 
· Eygelshoven 
· Geleen 
· Grathem 
· Grubbenvorst 
· Haelen 
· Heel 
· Heel en Panheel 
· Heer 
· Helden 
· Herten
· Heythuysen 
· Hoensbroek 
· Horn 
· Horst 
· Hulsberg 
· Hunsel 
· Kessel 
· Klimmen 
· Limbricht 
· Linne 
· Maasbracht 
· Maasbree 
· Margraten 
· Meerlo-Wanssum 
· Meijel 
· Melick en Herkenbosch 
· Montfort 
· Munstergeleen 
· Neer 
· Nieuwenhagen 
· Nieuwstadt 
· Nuth 
· Ohé en Laak 
· Onderbanken 
· Ottersum 
· Posterholt 
· Roggel 
· Roggel en Neer 
· Schaesberg 
· Schinnen 
· Sevenum 
· Sint Odiliënberg 
· Sittard 
· Stevensweert 
· Stramproy 
· Susteren 
· Swalmen 
· Tegelen 
· Thorn 
· Ubach over Worms 
· Ulestraten 
· Urmond 
· Valkenburg-Houthem 
· Vlodrop 
· Wessem 
· Wittem